# Carpathian Forest
Carpathian Forest – norweski zespół blackmetalowy, założony w 1990 r. przez Nattefrosta i Nordavinda. Po wydaniu dem Bloodlust & Perversion w 1992 i Journey Through The Cold Moors Of Svarttjern w 1993 grupa stała się jednym z kultowych zespołów na norweskiej black-metalowej scenie. Teksty zespołu oscylują nie tylko wokół typowych dla Black-Metalu antychrystianizmu czy satanizmu, ale także nawiązują do sadyzmu, samobójstwa i dewiacji seksualnych. Muzycy wykazują silne zainteresowanie punkiem oraz rock and rollem. Nattefrost w wywiadzie dla Tartarean Desire Webzine przyznaje, że założył projekt, w którym grają muzykę zbliżoną do rock and roll punka, wzorowaną na Turbonegro.

## Historia
Początki zespołu sięgają 1990 roku, kiedy Roger „Nattefrost” Rasmussen oraz Johnny „Nordavind” Krøvel rozpoczynają wspólną działalność muzyczną, która w 1991 roku odprowadza do utworzenia Carpathian Forest. Po kilku zmianach w składzie, zespół zaczyna pierwsze próby, skutkujące powstaniem debiutanckiego demo Bloodlust and Perversion, nagranego w Star Studio w 1992 roku i wydanego w nakładzie 2500 kopii. Na przestrzeni 1992 i 1993 roku grupa rejestruje dwie kolejne kasety demo pt. Rehearsal Outtake (1992) oraz Journey Through the Cold Moors of Svarttjern (1993).
Po pierwszych próbach wydawniczych krystalizuje się unikalny, mroczny styl Carpathian Forest, który z jednej strony posiadał silne odniesienia do tradycyjnego Black-Metalu, jak i również Punk-Rocka czy Trash-Metalu, zachowując z drugiej strony klimat atmosferycznego i depresyjnego Black-Metalu. Niewątpliwie tak wykształcony kierunek muzyczny będzie miał wpływ na dalsze poczynania grupy, stanowiąc wyznacznik dla charakteru kolejnych wydawnictw.
W 1994 roku zespół podpisuje kontrakt z włoską wytwórnią Avangarde Music, rozpoczynając równocześnie prace nad mini albumem Through Chasm, Caves and Titan Woods, który ukazuje się rok później. W 1997 roku zostaje wydany kompilacyjny album Bloodlust and Perversion, zawierający materiały demo oraz dotychczasowy dorobek zespołu.
Po kilku latach przerwy, duet Nattefrost i Nordavind wchodzi do norweskiego Sound Suite Studio aby w 1998 roku zarejestrować swój pierwszy album Black Shining Leather, choć praprodukcja oraz tworzenie muzyki dla poszczególnych utworów rozpoczęła się znacznie wcześniej. Perkusistą sesyjnym na czas nagrywania płyty zostaje Lars „Lazare” Nedland. Zespół wykonuje także cover piosenki The Cure – A Forest, umieszczając go jako utwór zamykający album.
Na przełomie 1999 i 2000 roku szeregi Carpathian Forest zasilają gitarzysta Terje „Thort” Vik Schei, perkusista Anders Kobro oraz Daniel „Vrangsinn” Salte jako basista i klawiszowiec. Z początku wszyscy trzej pełnią jedynie rolę muzyków sesyjnych i koncertowych, jednak po niedługim czasie zostają wcieleni do zespołu.
Na początku 2000 roku grupa ponownie odwiedza Sound Suite Studio, rozpoczynając tworzenie dwóch kolejnych albumów: Strange Old Brew (2000) oraz Morbid Fascination of Death (2001), które powstają w ramach jednej sesji nagraniowej. Podobnie jak w przypadku Black Shining Leather wydawcą zostaje wytwórnia Avangarde Music. Większość materiału na obydwa albumy powstała w okresie między 1991 a 1999 rokiem. Jak podkreśla wokalista grupy Nattefrost: „Nasz cel polegał na zachowaniu starych utworów i połączeniu ich z nowym kawałkami, które odzwierciedlałyby styl tych pierwszych”. „Nie są to w pełni albumy koncepcyjne, ale prawdą jest, że tworzą pewną całość, poruszając takie tematy jak sens życia, śmierć, samobójstwo oraz kwestie osobiste”. „Strange... to klimatyczna, samobójcza podróż, z kolei Morbid.... jest bardziej bezpośredni i brutalny”. W wyniku różnic w podejściu do koncepcji muzycznej z zespołu dochodzi wieloletni członek i założyciel grupy Nordavind, opuszczając Carpathian Forest niedługo po zakończeniu procesu nagrywania płyt. Wykorzystanie jazzowych motywów w celu podkreślenia mrocznego stylu sprawiło, że zarówno Strange Old Brew, jak i Morbid Fascination of Death zyskały dość awangardowy charakter. Tłumacząc muzyczne poszukiwania Natterfrost stwierdził: „Eksperymentowaliśmy z szalonymi instrumentami takimi jak saksofon, którego osobiście nie postrzegam wyłącznie jako instrumentu jazzowego. Dzięki niemu możesz stworzyć bardzo ponury nastrój”. Jako bonus na Morbid Fascination of Death znalazł się cover Mayhem – Ghoul oraz nowa wersja klasycznego utworu The Last Sigh Of Nostalgia. Równocześnie do wizerunku zespołu oraz warstwy lirycznej zaczynają coraz mocniej przenikać nie tylko charakterystyczne dla Black-Metalu motywy satanistyczne czy anty chrześcijańskie, ale również tematy związane z samobójstwem, nihilizmem, mizantropią, dewiacjami seksualnymi czy BDSM.
W 2001 roku Carpathian Forest obywa europejską trasę koncertową u boku polskiej grupy Behemoth.
W ramach 10 rocznicy istnienia zespołu, w 2002 roku ukazuje się album kompilacyjny pt. We’re Going to Hell for This – Over a Decade of Perversions na którym oprócz kilku nowych piosenek znalazły się covery takich zespołów jak: Darkthrone, Venom i Discharge, nowa wersja utworu Bloodlust and Perversion oraz zapis audio koncertu jaki grupa dała w szwajcarskiej hali koncertowej Z7 w październiku 2001 roku. Była to także ostatnia płyta wydana nakładem wytwórni Avangarde Music.
Latem 2002 roku Carpathian Forest wchodzi do Sound Suite Studio na południu Francji, aby rozpocząć nagrywanie czwartego albumu zatytułowanego Defending The Throne Of Evil. W tym samym roku grupa nawiązuje współpracę z francuską wytwórnią Season Of Mist, której nakładem płyta ukazuje się ostatecznie w 2003 roku. Pod względem muzycznym nowy album nabrał bardziej melodyjnego i symfonicznego brzemienia, które równoważyło mocne, Black-Metalowe tony. Podobnie jak w przypadku poprzednich wydawnictw muzycy użyli saksofonu, jednak nowym elementem było zastosowanie keyboardu, który do warstwy dźwięku wprowadził odmienny klimat. Jak wspomina Nattefrost: „W tym przypadku użycie keyboardu było ważne, wzbogaciło wrażenia (...) aby wykreować dodatkową, mroczną atmosferę pod szorstkim brzmieniem gitar. Wynajęliśmy również chór, aby stworzyć wyjątkowy nastrój. Klawisze to instrument, który przy prawidłowym użyciu może dać dużo Black-Metalu (...)”. 2003 rok przyniósł także występ grupy podczas niemieckiego festiwalu Wacken, który miał miejsce na przełomie lipca i sierpnia. Do oficjalnego składu dołącza również nowy gitarzysta Gøran „Blood Pervertor” Bomann.
Na początku 2004 roku grupa pojawiła na dwóch koncertach w Polsce. Pierwszy z nich odbył się w warszawskim klubie „Proxima” u boku Anathemy i Green Carnation. Dzień później zespół wystąpił na krakowskich Krzemionkach w studiu TVP razem z Hate, Carnal Forge i Gorgoroth, gdzie zarejestrowany występ posłużył do wydania oficjalnego DVD We’re Going to Hollywood for This – Live Perversions nakładem polskiej wytwórni Metal Mind Productions. Oprócz sfilmowanego zapisu live na albumie pojawił się także bonusowy materiał audio, video, biografia, dyskografia, wywiady oraz galerie zdjęć.
W tym samym roku ukazuje się mini album pt. Skjend Hans Lik zawierający alternatywne i niepublikowane wersje różnych utworów oraz demo pt. Bloodlust and Perversion.
W 2005 roku zaczęły pojawiać się pierwsze wzmianki o kolejnym albumie Carpathian Forest pt.  Fuck You All!!!! – Caput Tuum in Ano Est. Gitarzysta Thort opisywał płytę jako odmienny kierunek od Defending The Throne Of Evil mówiąc: „Nie zamierzamy używać keyboardu w takim zakresie, w jakim robiliśmy to ostatnio. Pod wieloma względami porównałbym nowy album do Black Shining Leather, ponieważ nowy materiał to mieszanka Black-Thrash i Black Rock’n Roll”. Początkowe komunikaty dotyczące daty wydania publikowane przez zespół nie pokryły się z oficjalną premierą, która ostatecznie odbyła się w połowie 2006 roku. Wstępne informacje sugerowały koniec 2005 lub początek 2006 roku jako okres ukazania się albumu, jednak solowy projekt Nattefrost-a opóźnił proces nagrywania płyty, która w rezultacie ujrzała światło dzienne w czerwcu 2006 roku nakładem Season of Mist. Autorem projektu okładki oraz całej szaty graficznej wydawnictwa był wokalista grupy. Trasa promująca krążek  Fuck You All!!!! oprócz części europejskiej obejmowała także występy w Ameryce Północnej, Południowej oraz Australii. Zespół zagrał również dwa koncerty w Polsce w maju 2006 roku, które odbyły się we wrocławskim klubie W-Z oraz w warszawskiej Proximie wraz z Hate i Keep of Kalessin.
Informacje o rozpoczęciu prac nad następcą  Fuck You All!!!! zostały opublikowane przez zespół już w 2007 roku, jednakże datę premiery wielokrotnie zmieniano a różne okoliczności sprawiły, że przez kolejne lata płyta nie doczekała się swojej premiery.
W okresie od 2009 do 2014 roku muzyczna aktywność Carpathian Forest skupiała się głównie na koncertach, które grupa grała między innymi na festiwalach takich jak: Inferno Festival, Eindhoven Metal Meeting, Carpathian Alliance Metal Festival, Meh Suff Metal Festival, Blastfest czy Bunker Festival.
W 2014 roku zespół opuszczają jego wieloletni członkowie: Thort, Kobro, Vrangsinn oraz Blood Pervertor w wyniku czego dochodzi do zawieszenia działalności. W wywiadzie dotyczącym odejścia, gitarzysta Thort oświadczył: „Szczerze mówiąc czułem, że przestaję dawać z siebie wszystko będąc w Carpathian Forest. Powoli zaczęła dominować rutyna, a poszczególne rzeczy przestały być inspirujące, dlatego pisanie nowego materiału stawało się coraz trudniejsze. Prawdopodobnie przyczyn było wiele, ale koniec końców czułem, że lepiej byłoby dla zespołu gdyby wstrzyknęli trochę świeżej krwi do swoich szeregów, kogoś kto miałby energię i inspirację której mnie zaczęło brakować”.
Po trzech latach przerwy zespół wznawia działalność w 2017 roku w nowym składzie. Jedynym oryginalnym członkiem pozostaje wówczas Natterfrost jako wokalista i założyciel grupy.
W 2018 roku nakładem wytwórni Indie Recordings ukazuje mini album pt. Likeim będący pierwszym od 12 lat wydawnictwem zespołu. Na płycie znalazł się jeden nowy utwór oraz cover Turbonegro – All My Friends Are Dead. W latach 2018–2019 Carpathian Forest zalicza również występy na kilku europejskich festiwalach takich jak: Brutal Assault, Agglutination Metal Festival, Hellfest, Inferno Festival czy Incineration Festival. W 2019 roku do grupy wraca Daniel „Vrangsinn” Salte,  ponownie obejmując funkcję basisty. W tym samym roku zespół odwiedza także Polskę, grając koncert podczas Metalowej Wigilii w warszawskim klubie Progresja.

## Muzycy
| Obecny skład zespołu - Roger „Nattefrost” Rasmussen – gitara basowa, keyboard, wokal prowadzący (od 1990) - Daniel „Vrangsinn” Salte – gitara basowa, keyboard, gitara, wokal wspierający (1999-2014, od 2019) - Audun Ulleland – perkusja (od 2017) - Thomas Myrvold – gitara, wokal wspierający (od 2017) - Erik Gamle – gitara (od 2017) |  | Byli członkowie zespołu - Damnatus – gitara basowa (1992-1993) - Lord Blackmangler – perkusja (1992-1993) - J. Nordavind – gitara basowa, gitara, keyboard, wokal wspierający (1992-2000) - Lars Are „Lazare” Nedland – perkusja (1998-1999) - Terje Vik „Tchort” Schei – gitara, gitara basowa (1999-2009, 2012-2014) - Anders Kobro – perkusja (1999-2014) - Gøran „Blood Pervertor” Bomann – gitara, wokal wspierający (2003-2014) |

## Dyskografia
| Albumy studyjne - Through Chasm, Caves and Titan Woods (1995, Avantgarde Music) - Black Shining Leather (1998, Avantgarde Music) - Strange Old Brew (2000, Avantgarde Music) - Morbid Fascination of Death (2001, Avantgarde Music) - We're Going to Hell for This (2002, Avantgarde Music) - Defending the Throne of Evil (2003, Season of Mist) - Fuck You All!!!! Caput tuum in ano est (2006, Season of Mist) Minialbumy i single - Through Chasm, Caves and Titan Woods (EP, 1995, Avantgarde Music) - He’s Turning Blue (1999, Avantgarde Music) - Likeim (2018, Indie Recordings) | Dema - Bloodlust And Perversion (1992, wydanie własne) - Rehearsal Tape (1992, wydanie własne) - In These Trees Are My Gallows (1993, wydanie własne) - Journey Through The Cold Moors Of Svarttjern (1993, wydanie własne) Kompilacje - Bloodlust and Perversion (1997, Nyx) - We’re Going to Hell for This – Over a Decade of Perversions (2002, Avangarde Music) - Skjend Hans Lik (2004, Season of Mist) |

## Wideografia
- We’re Going to Hollywood for This: Live Perversions (DVD, 2004 Metal Mind Productions)